# Peixe-cachimbo
Peixe-cachimbo é o nome dado a diversas espécie de peixes teleósteos do género Syngnathus, que juntamente com os cavalos-marinhos e dragões-do-mar compõem a família Syngnathidae. Possuem um corpo bastante alongado com a boca voltada para cima, pequena nadadeira dorsal, ausência de nadadeira pélvica e nadadeira caudal em forma de leque. Também são conhecidos pelos nomes de agulha-do-mar, cachimbo e peixe-agulha.